# Arlindo Rodrigues
Arlindo Rodrigues (1931 – Rio de Janeiro, 8 de outubro de 1987) foi um cenógrafo, figurinista e carnavalesco brasileiro.
Trabalhou para o teatro e para a televisão, mas se destacou pelas suas criações para o carnaval, especialmente nos desfiles das escolas de samba do Rio de Janeiro.
Estreou como carnavalesco em 1960, no Salgueiro. Influenciado por Fernando Pamplona, realizou diversos carnavais para a escola tijucana até 1972. Sua marca nesse período foram os enredos históricos, com forte presença de temas africanos.
Trabalhou também para a Mocidade Independente (1974-1976, 1979), Vila Isabel (1977), Imperatriz Leopoldinense (1980-1983, 1985, 1987) e União da Ilha (1986). Foi oito vezes campeão do carnaval carioca, sendo cinco pelo Salgueiro, duas pela Imperatriz e uma pela Mocidade.
Arlindo Rodrigues faleceu vítima de complicações decorrentes do vírus HIV, no Rio de Janeiro.
Em 2022, foi homenageado pela Imperatriz Leopoldinense, com o enredo "Meninos eu vivi… Onde canta o sabiá, onde cantam Dalva e Lamartine”, assinado por Rosa Magalhães.

## Carnavais
Abaixo, a lista de desfiles assinados por Arlindo Rodrigues.
| Ano  | Escola                                | Colocação   | Divisão  | Enredo                                                      |
| ---- | ------------------------------------- | ----------- | -------- | ----------------------------------------------------------- |
| 1960 | Acadêmicos do Salgueiro               | Campeã      | Grupo 1  | Quilombo dos Palmares                                       |
| 1961 | Acadêmicos do Salgueiro               | Vice-campeã | Grupo 1  | Vida e obra do Aleijadinho                                  |
| 1962 | Acadêmicos do Salgueiro               | 3.º lugar   | Grupo 1  | O Descobrimento do Brasil                                   |
| 1963 | Acadêmicos do Salgueiro               | Campeã      | Grupo 1  | Xica da Silva                                               |
| 1964 | Acadêmicos do Salgueiro               | Vice-campeã | Grupo 1  | Chico Rei                                                   |
| 1965 | Acadêmicos do Salgueiro               | Campeã      | Grupo 1  | História do Carnaval Carioca                                |
| 1967 | Acadêmicos do Salgueiro               | 3.º lugar   | Grupo 1  | História da liberdade no Brasil                             |
| 1968 | Acadêmicos do Salgueiro               | 3.º lugar   | Grupo 1  | Dona Beja, a feiticeira de Araxá                            |
| 1969 | Acadêmicos do Salgueiro               | Campeã      | Grupo 1  | Bahia de Todos os Deuses                                    |
| 1970 | Acadêmicos do Salgueiro               | Vice-campeã | Grupo 1  | Praça XI carioca da gema                                    |
| 1971 | Acadêmicos do Salgueiro               | Campeã      | Grupo 1  | Festa para um rei negro                                     |
| 1972 | Acadêmicos do Salgueiro               | 5.º lugar   | Grupo 1  | Nossa madrinha, Mangueira querida                           |
| 1973 | Mocidade Independente de Padre Miguel | 7.º lugar   | Grupo 1  | Rio Zé Pereira                                              |
| 1974 | Mocidade Independente de Padre Miguel | 5.º lugar   | Grupo 1A | A Festa do Divino                                           |
| 1975 | Mocidade Independente de Padre Miguel | 6.º lugar   | Grupo 1A | O Mundo Fantástico do Uirapurú                              |
| 1976 | Mocidade Independente de Padre Miguel | 3.º lugar   | Grupo 1A | Mãe Menininha do Gantois                                    |
| 1977 | Unidos de Vila Isabel                 | 5.º lugar   | Grupo 1A | Ai que saudade que eu tenho                                 |
| 1978 | Mocidade Independente de Padre Miguel | 3.º lugar   | Grupo 1A | Brasiliana                                                  |
| 1979 | Mocidade Independente de Padre Miguel | Campeã      | Grupo 1A | O Descobrimento do Brasil                                   |
| 1980 | Imperatriz Leopoldinense              | Campeã      | Grupo 1A | O que que a Bahia tem?                                      |
| 1981 | Imperatriz Leopoldinense              | Campeã      | Grupo 1A | O teu cabelo não nega (só dá Lalá)                          |
| 1982 | Imperatriz Leopoldinense              | 3.º lugar   | Grupo 1A | Onde canta o Sabiá                                          |
| 1983 | Imperatriz Leopoldinense              | 4.º lugar   | Grupo 1A | O rei da Costa do Marfim visita Xica da Silva em Diamantina |
| 1984 | Acadêmicos do Salgueiro               | 4.º lugar   | Grupo 1A | Skindô, Skindô                                              |
| 1984 | Unidos de Padre Miguel                | Campeã      | Grupo 2A | O Quilombo dos Palmares                                     |
| 1985 | Imperatriz Leopoldinense              | 8.º lugar   | Grupo 1A | Adolã, a cidade mistério                                    |
| 1986 | União da Ilha do Governador           | 5.º lugar   | Grupo 1A | Assombrações                                                |
| 1987 | Imperatriz Leopoldinense              | 6.º lugar   | Grupo 1A | Estrela Dalva                                               |

## Títulos e estatísticas
Arlindo Rodrigues é o segundo carnavalesco com mais títulos na história do carnaval carioca, atrás apenas de Joãosinho Trinta.
| Divisão          | Campeonato | Ano                                            | Vice | Ano              | Terceiro lugar | Ano                                |
| ---------------- | ---------- | ---------------------------------------------- | ---- | ---------------- | -------------- | ---------------------------------- |
| Primeira divisão | 8          | 1960, 1963, 1965, 1969, 1971, 1979, 1980, 1981 | 3    | 1961, 1964, 1970 | 6              | 1962, 1967, 1968, 1976, 1978, 1982 |
| Terceira divisão | 1          | 1984                                           | -    | -                | -              | -                                  |

## Premiações
- Estandarte de Ouro

1. 1975 - Melhores fantasias (Mocidade) [4]
2. 1975 - Melhor enredo (Mocidade - "O Mundo Fantástico do Uirapurú") [4]
3. 1978 - Melhor enredo (Mocidade - "Brasiliana") [5]
4. 1979 - Melhor enredo (Mocidade - "O Descobrimento do Brasil") [6]
5. 1980 - Melhor enredo (Imperatriz - "O que que a Bahia Tem?") [7]

- Troféu Natal

1. 1976 - Melhor figurinista (Mocidade)[8]